# Cupa României 1930-1931
Cupa României 1930-1931, a fost prima ediție a Cupa României, competiție pentru selecționatele ligilor regionale. Erau cinci ligi regionale în România: Nord, Vest, Centru, Sud și Est. Atât ediția inaugurală cât și acea de-a doua ediție, disputate între selecționatele ligilor și nu intercluburi, sunt considerate neoficiale de către FRF.

### Runda 1
| Data     | Echipa gazdă                      | Scor                              | Echipa oaspete                    | Locația                           |
| -------- | --------------------------------- | --------------------------------- | --------------------------------- | --------------------------------- |
| 26.04.31 | Liga de Sud                       | 6 - 3                             | Liga Centru                       | (în București)                    |
| 26.04.31 | Liga de Nord                      | 3 - 0                             | Liga de Vest                      | (în Arad)                         |
| 26.04.31 | Liga de Est calificată din oficiu | Liga de Est calificată din oficiu | Liga de Est calificată din oficiu | Liga de Est calificată din oficiu |

### Runda 2
| Data     | Echipa gazdă                      | Scor                              | Echipa oaspete                    | Locația                           |
| -------- | --------------------------------- | --------------------------------- | --------------------------------- | --------------------------------- |
| 07.06.31 | Liga de Est                       | 1 - 4                             | Liga de Nord                      | (în Cernăuți)                     |
| 07.06.31 | Liga de Sud calificată din oficiu | Liga de Sud calificată din oficiu | Liga de Sud calificată din oficiu | Liga de Sud calificată din oficiu |

### Finala
| 18 Oct 1931 | Liga de Sud | 0 – 1       | Liga de Nord | Stadionul ONEF, Bucuresti Spectatori: 28,026 |
| 18 Oct 1931 |             | Sfera (pen) |              | Stadionul ONEF, Bucuresti Spectatori: 28,026 |

| Nord: |               |
|       |               |
| P     | Szatmáry      |
| F     | Sfera         |
| F     | Bulzan        |
| M     | Ghilezan      |
| M     | Dobosan       |
| M     | Stefanescu    |
| A     | Silviu Bindea |
| A     | Deheleanu     |
| A     | Sepi II       |
| A     | Surlasiu      |
| A     | Tabacu        |

| Sud: |                     |
|      |                     |
| P    | Zauber (Fagarasanu) |
| F    | Klein               |
| F    | Simsinovici         |
| M    | Robe                |
| M    | Vogl                |
| M    | Borbil II           |
| A    | Dobó                |
| A    | V.Chiroiu           |
| A    | Stanciu             |
| A    | P.Vâlcov            |
| A    | Emil Niculescu      |